# Cabrália Paulista
Cabrália Paulista es un municipio brasileño del estado de São Paulo. Se localiza a una latitud 22º27'20" sur y a una longitud 49º20'15" oeste, estando a una altitud de 539 metros. Su población estimada en 2004 era de 5.063 habitantes.
Posee un área de 239,20 km². 

## Geografía

### Demografía
Datos del Censo - 2000
Población Total: 41.080
- Urbana: 30.992
- Rural: 664
- Hombres: 7.339
- Mujeres: 29.324

Densidad demográfica (hab./km²): 19,46
Mortalidad infantil hasta 1 año (por mil): 19,32
Expectativa de vida (años): 69,47
Tasa de fertilidad (hijos por mujer): 2,56
Tasa de Alfabetización: 88,64%
Índice de Desarrollo Humano (IDH-M): 0,743
- IDH-M Salario: 0,655
- IDH-M Longevidad: 0,741
- IDH-M Educación: 0,834

(Fuente: IPEAFecha)

## Religión
El municipio pertenece a la Diócesis de Bauru.